# Patricia-Haftscheibenfledermaus

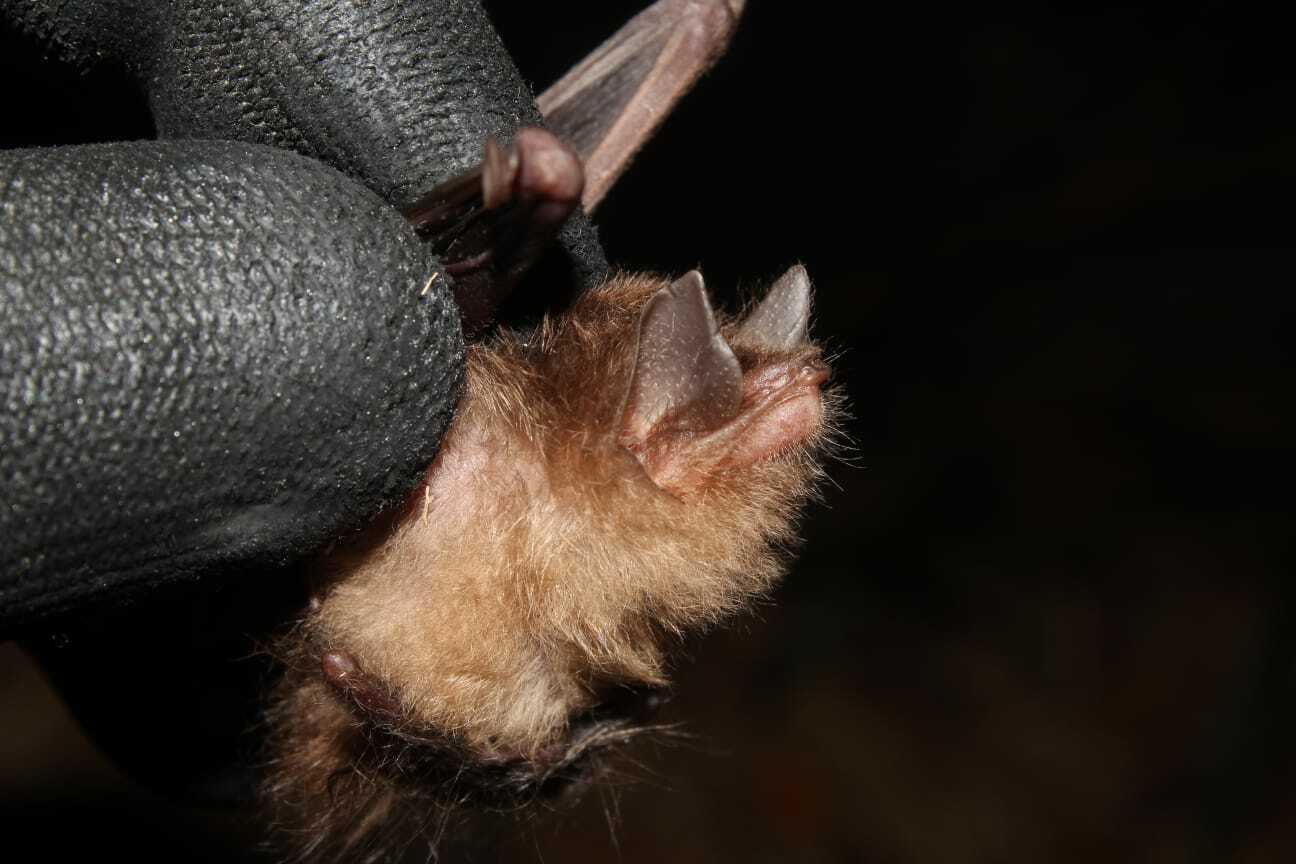
Patricia-Haftscheibenfledermaus (Thyroptera wynneae), 2014 erstmals wissenschaftlich beschrieben

Die Patricia-Haftscheibenfledermaus (Thyroptera wynneae) ist ein Fledertier in der Gattung der Amerikanischen Haftscheibenfledermäuse, das in Südamerika verbreitet ist. Die Art wurde im Jahr 2014 wissenschaftlich beschrieben. Der deutsche Name und der Artzusatz im wissenschaftlichen Namen ehren Patricia J. Wynne, die für zoologische Bücher und Abhandlungen Illustrationen fertigt.

## Merkmale
Das auffälligste Kennzeichen sind wie bei anderen Gattungsvertretern die runden Ballen an den Daumen und Fußsohlen, mit denen die Exemplare an Flächen haften. Kennzeichnende Merkmale sind dreifarbige Haare auf der Unterseite, wollige Haare an den Achseln, eine teilweise mit dichtem Fell besetzte Schwanzflughaut, Flügel mit spärlicher Behaarung und äußere Schneidezähne im Unterkiefer, die in ihrer Länge den anderen Schneidezähnen entsprechen. Die Haftscheiben sind eher oval als rund. Individuen in Brasilien hatten 31 mm lange Unterarme. Die für die Erstbeschreibung untersuchten Exemplare waren mit Schwanz 64 bis 68 mm lang, die Schwanzlänge betrug etwa 26 mm und das Gewicht lag bei 2,6 bis 3,8 g. Die Tiere hatten ungefähr 4 mm lange Hinterfüße und etwa 12 mm lange Ohren. Oberseits ist ein kleiner Abschnitt der Haare an der Wurzel dunkel und der lange Abschnitt hell, was ein hellbraunes Fell mit grauen Tönen ergibt. Die Flughäute sind dunkelbraun. Die 38 Zähne des Gebisses verteilen sich nach der Zahnformel I 2/3, C 1/1, P 3/3, M 3/3.

## Verbreitung und Lebensweise
Die bekannten Funde stammen aus dem nordöstlichen Peru und aus den Bundesstaaten Minas Gerais sowie Espírito Santo im östlichen Brasilien. Die Art lebt im Flach- und Hügelland zwischen 55 und 300 Meter Höhe. Als Habitat der Patricia-Haftscheibenfledermaus dienen Regenwälder, Galeriewälder und Wälder der Mata Atlântica. An einem Fundort kamen Palmen der Gattung Mauritia häufig vor. In anderen Wäldern waren die Bäume 20 bis 30 Meter hoch und der Unterwuchs aufgelockert.
Zwei Individuen ruhten in einem toten Blatt eines Ameisenbaums. Da ein Exemplar nicht gefangen werden konnte, ist dessen Zugehörigkeit zu dieser Art ungewiss. Zu weiteren Details der Lebensweise gibt es keine Angaben.

## Gefährdung
Aufgrund fehlender Informationen zur Größe der Population und zu möglichen Bedrohungen wird die Patricia-Haftscheibenfledermaus von der IUCN mit unzureichende Datenlage (data deficient) gelistet.